# 青いメッセージ
「青いメッセージ」（あおいめっせーじ）は、高嶋みどりの合唱組曲である。作詩は草野心平。男声合唱版が1984年、混声合唱版が2006年に発表されている。

## 概説
早稲田大学グリークラブの委嘱により1984年（昭和59年）に作曲され、同年6月11日の第13回早慶交歓演奏会において初演された。指揮＝山田一雄、ピアノ＝アンリエット・ピュイグ＝ロジェ。
草野心平の詩集「蛙」からの6編をテキストとする。高嶋は大学院生時代、指揮者を志し山田の門を叩き、日本合唱協会（日唱）を紹介される。日唱が縁となり山田や増田順平らの傘下合唱団から合唱曲の作曲依頼を受けるようになる。1980年代当時は「新鮮な男声合唱曲のレパートリーがそんなにない時代で」、『青いメッセージ』の登場は「これはショックでした」「すぐ飛びついた」「これは歴史に間違いなく残る作品です」と、驚きをもって迎えられた。高嶋は作曲家として駆け出しの時期に男声合唱団との関係が深く男声合唱曲を続けて書いたことから、男声合唱が再度盛んになり始めた平成中期以降、「男声がいちばん日本人の作品を求めていると思う。今でも『青いメッセージ』の感動が語られるんですから」として、男声合唱の愛好者に今なお歌い継がれている。
混声版については、2006年に関西学生混声合唱連盟の委嘱により、伊東恵司の指揮によって初演されている。この編曲に際し高嶋は、「この曲が、男声の響きでしか聞こえてこなかったため」過去に混声への編曲を何度も断ってきたことを念頭に、初演から20年以上が経過したことから、単なる編曲にとどまらず「混声合唱の豊かな響きが定着できました」「混声合唱でしかできない多層の音空間及び時空間が実現でき」「リメイクというレベルは超越してしまった感があります」とまで自負している。また「混声版初演時には、客席にいたおじさまが、大変だ、何事だ、と席を立ちあがるというハプニングもあり、危機感迫る演出効果は各団の工夫で多いに期待できる。そうした表面的効果はそれだけに留まらず、この作品のメッセージである反戦のテーマをより効果的に聴衆に伝える有効な手段ともなる。」「今でもこの曲への思い入れの強さは私の中で少しも減じていない。」とも述べる。

## 曲目
全6楽章からなる。以下、高嶋自身の解説による。
1. 月蝕と花火　序詩
「月蝕の夜の神秘的なイメージが響き、緊張感が漂う曲で、これから開始される5曲の「序曲」のような枠割を果たしている楽曲です。」[6]
2. 青イ花
「ヘビに食べられてしまった幼い蛙が体験した、怖くて心細くて寂しくて哀しい、お話です。ヘビの腹の中の異様に毒々しい空気感と、幼い蛙の純粋で無垢な心で母親に呼びかけ語りかける切なくも美しい音楽で、胸がしめつけられてしまいそうになりながら作曲しました。」[6]
3. 婆さん蛙ミミミの挨拶
「老婆の蛙が、長寿を全うできたことへの感謝の気持ちを、ブルース調の音楽に乗せて歌う、という設定の曲で、2曲目とは対照的です。」[6]
4. 秋の夜の会話
「この曲の舞台は、冬眠生活を間近に控えた虫の音の響く秋の夜。蛙たちが会話しています。皆、寂しさ、切なさ、孤独感、…不安でいっぱい…そして空腹。感情の波が揺れて乱れて、高ぶっていきます。」[6]本曲のみ無伴奏。平成30年度全日本合唱コンクール課題曲。
5. サリム自伝
「戦争の悲惨さや愚かさを、強烈なアイロニーで表現した反戦歌です。」[6]
6. ごびらっふの独白
「一転して、のどかな春の水辺のイメージで始まります。これは『春殖』という、「る」が24個縦に並ぶ!詩から、水辺のあちらこちらから、たくさんのオタマジャクシが次から次へと元気に蛙に還るイメージが浮かんできて作曲したところで、生命の誕生を祝福しています。続いて『ごびらっふの独白』の詩に入るのですが、ごびらっふは「たわいない幸福をこそうれしいとする」という主張を持つ哲学者の蛙です。文法も活用も在る「蛙語」で弁舌鮮やかに哲学を講話します。日本語訳も併記されるという念の入れようです。楽曲では独特の抑揚やリズム感を持つ蛙語で哲学を論じた後、蛙語が日本語で同時通訳されるという形で進行します。この「哲学」が語られている場所こそが、土の中なのです。「地上の夏の大歓喜の」はてにくる暗闇の世界。それが、冬眠です。「みんなの孤独が通じあうたしかな存在をほのぼの意識し」て過ごすことは幸福であると、論じています。4曲目の『秋の夜の会話』と深い関係にある楽曲です。」[6]

## 楽譜
カワイ出版から出版されている。男声版は2019年現在、受注生産となっている。